# Bendigo Creek
Bendigo Creek är ett vattendrag i Australien. Det ligger i delstaten Victoria, omkring 150 kilometer norr om delstatshuvudstaden Melbourne.
Trakten runt Bendigo Creek består till största delen av jordbruksmark. Runt Bendigo Creek är det mycket glesbefolkat, med 4 invånare per kvadratkilometer. Genomsnittlig årsnederbörd är 716 millimeter. Den regnigaste månaden är februari, med i genomsnitt 98 mm nederbörd, och den torraste är januari, med 23 mm nederbörd.